# جولي لندن
جولي لندن (بالإنجليزية: Julie London)‏ هي مغنية وممثلة تعبيرية ومغنية مؤلفة وعازفة الجاز وممثلة أمريكية، ولدت في 26 سبتمبر 1926 بسانتا روسا في الولايات المتحدة، وتوفيت في 18 أكتوبر 2000 في الولايات المتحدة بسبب سكتة. بدأت مشوارها المهني سنة 1944.

## أعمال

### أفلام
- (1956) الرجل العظيم

## وصلات خارجية
- جولي لندن على موقع IMDb (الإنجليزية)
- جولي لندن على موقع روتن توميتوز (الإنجليزية)
- جولي لندن على موقع ألو سيني (الفرنسية)
- جولي لندن على موقع ميوزك برينز (الإنجليزية)
- جولي لندن على موقع أول موفي (الإنجليزية)
- جولي لندن على موقع قاعدة بيانات الأفلام السويدية (السويدية)
- جولي لندن على موقع إن إن دي بي (الإنجليزية)
- جولي لندن على موقع أول ميوزيك (الإنجليزية)
- جولي لندن على موقع ديسكوغز (الإنجليزية)
- جولي لندن على موقع قاعدة بيانات الفيلم (الإنجليزية)